# Александров, Владимир Викторович
Влади́мир Ви́кторович Александро́в (1 сентября 1937, Ахмат, Красноармейский район, Саратовская область, РСФСР, СССР —  12 января 2014, Звенигово, Марий Эл, Россия) — первый помощник механика теплохода «ОТ-2412» на судоремонтно-судостроительном заводе имени С. Бутякова в г. Звенигово Марийской АССР / Марий Эл (1984―1993). Лауреат Государственной премии СССР (1990).

## Биография
Родился 1 сентября 1937 года в дер. Ахмат Красноармейского района Саратовской области.
В 1959 году окончил Казанский речной техникум (судоводитель), в 1967 году — Астраханское речное училище (судомеханик).
С 1971 года — на судоремонтно-судостроительном заводе имени С. Бутякова в г. Звенигово Марийской АССР: капитан — первый помощник механика теплохода «Дунайский-34», в 1984—1993 годах — первый помощник механика теплохода «ОТ-2412».
В 1990 году ему присуждена Государственная премия СССР. 
Скончался 12 января 2014 года в г. Звенигово Марий Эл.

## Трудовые награды
- Государственная премия СССР (1990)[1]